# Plagiochila negrensis
Plagiochila negrensis là một loài rêu trong họ Plagiochilaceae. Loài này được Spruce mô tả khoa học đầu tiên năm 1885.